# Мексико (Индијана)
Мексико (енгл. Mexico) насељено је место без административног статуса у америчкој савезној држави Индијана.

## Демографија
По попису из 2010. године број становника је 836, што је 148 (-15,0%) становника мање него 2000. године.
| Група             | 2000.       | 2010.       |
| Белци             | 962 (97,8%) | 810 (96,9%) |
| Афроамериканци    | 3 (0,3%)    | 2 (0,2%)    |
| Азијати           | 0 (0,0%)    | 1 (0,1%)    |
| Хиспаноамериканци | 5 (0,5%)    | 7 (0,8%)    |
| Укупно            | 984         | 836         |